# Первозвановка (Днепропетровская область)
Первозвановка (укр. Первозванівка) — село,
Дружбовский сельский совет,
Криничанский район,
Днепропетровская область,
Украина.
Код КОАТУУ — 1222082304. Население по переписи 2001 года составляло 101 человек.

## Географическое положение
Село Первозвановка находится на расстоянии в 1,5 км от сёл Сухой Хутор и Лозуватское.
Рядом проходит автомобильная дорога М-04 (E 50).

## История
- В 1946 г. хутор №28/6 переименован в Первозвановку[2].

## Известные люди
- Адаменко, Василий Васильевич — уроженец села, Герой Советского Союза.